# تیم ملی فوتبال زارلند

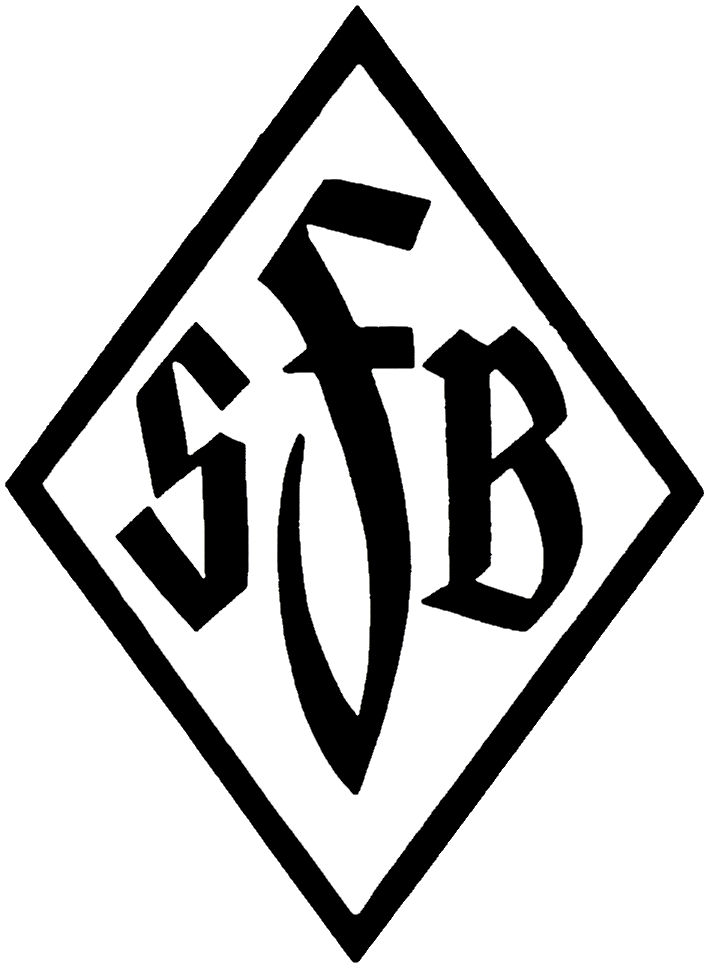
لوگو تیم ملی زارلند

تیم ملی فوتبال زارلند (به آلمانی: Saarländische Fußballnationalmannschaft) تیم فوتبالی بود که بین ۱۹۵۰ تا ۱۹۵۶ زارلاند را طی اشغال فرانسه پس از جنگ جهانی دوم نمایندگی می‌کرد.
چون مردم محلی نمی‌خواستند به فرانسه بپیوندند، سازمانهای مستقلی به وجود آمدند، مانند یک کمیته ملی المپیک در سال ۱۹۵۰ که منجر به حضور زارلند در المپیک تابستانی ۱۹۵۲ شد. همچنین، چون آنها خود را ملتی جدا از آلمان به حساب نمی‌آوردند، تیم فوتبال به عنوان یک تیم ملی نشان داده نمی‌شد، و عموماً از آن به عنوان منتخب یا چیزی شبیه آن یاد می‌کردند.